# The Four Noble Truths (könyv)
A The Four Noble Truths (magyarul: A négy nemes igazság) című könyv témáját a 14. dalai láma 1996-os londoni, azonos című előadása adja. A dalai láma bemutatja a buddhizmus legfőbb tanításait a nyugati hallgatóság számára. A könyvben szereplő két legfontosabb tanítás az, hogy a valóságban a dolgok egymással kölcsönös függőségben állnak, illetve az, hogy lényeges az erőszakmentesség. A függő keletkezés a buddhizmus egyik alapvető tanítása, amelyből más tanítások is származnak. A dalai láma bemutatja mind a négy nemes igazságot, amelyekhez példákat szolgáltat mind buddhista írásokból, mind a hétköznapi életből. A buddhizmus a nyugati emberek által megélt illuzórikus örömérzet ellentéteként tűnik fel. A négy nemes igazság a következő: az emberi élet lényegében szenvedéssel teli; a szenvedés oka az emberi önzés és a vágyakozás; van egy út (vagy mód), amelyen keresztül meg lehet szabadulni az önzéstől és a vágyakozástól; a megszabaduláshoz az ún. „nemes nyolcrétű ösvény” (astángika-márga) vezet: a helyes szemlélet, a helyes gondolkodás, a helyes beszéd, a helyes cselekvés, a helyes élet, a helyes törekvés, a helyes vizsgálódás, a helyes elmélyedés.

## Tartalma
A bevezetőben a dalai láma kiemeli a vallások egymás felé mutatott tolerancia fontosságát, úgy, hogy közben minden vallás legyen büszke a saját egyediségére. Mivel a buddhizmuson belül is sokféle irányzat létezik, úgy véli, hogy az embereknek szükségük van a sokféle metodista pozícióra, és egyetlen vallás sem elégítheti ki a Föld összes emberének a szükségletét. Buddhistává úgy válik valaki, hogy menedéket vesz a Buddhában, a dharmában (Buddha tanításai) és a szanghában (a gyakorlók közössége). A buddhaság zavaró érzelmektől mentes, tiszta tudatállapot. A dharma megmutatja az utat a buddhaság eléréséhez, a szenvedés teljes megszüntetéséhez. A megértés a valóság tiszta megértésével kezdődik, úgy, ahogy a dolgok vannak. A világegyetem összes feltételes dolga és eseménye különböző okok és feltételek következményeként jön létre, és amint ezek az okok és feltételek már nem állnak fenn, a dolgok és az események is elmúlnak. Semmi sem keletkezik semmiből, és nem is teremtő vagy tervező által keletkeznek a dolgok. Az összetett dolgok részekből épülnek fel, és a részektől függnek. A dolgoknak nincs minden mástól független, önálló létezése, csupán más dolgok függvényében léteznek), és ez jelenti a valóság üres természetét. A függő keletkezés megértésével a gyakorló eljuthat a karma és a szenvedés forrásának megértéséig. A dalai láma szintén elmagyarázza a két igazság elméletét is, az igazság konvencionális (hétköznapi) és relatív értelmezést.
Az első fejezet arról az alapvető emberi vágyról szól, hogy az emberek alapvetően boldogságra vágynak és kerülik a szenvedést. A dalai láma szerint a boldogság a szenvedéstől való teljes mentesség. A dalai láma szerint szükséges annak felismerése, hogy mindannyian  a dukkha (szenvedés, frusztráció, elégedetlenség) állapotában vagyunk, mert ezáltal kialakíthatjuk magunkban a vágyat, hogy megszabaduljunk a szenvedéstől. A négy nemes igazság hagyományos sorrendje a megértés legideálisabb sorrendje, épp úgy, ahogy egy beteg embernek először fel kell ismernie, hogy beteg, azután meg kell értenie a betegsége forrását, majd meg kell találnia a megfelelő orvosságot. Mivel a szenvedés megszüntetése lehetséges, emiatt a buddhizmus nem morbid vagy pesszimista filozófia. Buddha a függő keletkezés tizenkét láncszemét tanította.
Az első nemes igazságot az első fejezet tárgyalja. A buddhista kozmológiában három létbirodalom, vagy – bizonyos értelmezés szerint – tudatszint létezik: érzéki vágyak birodalma, alakok birodalma és az alaknélküliség birodalma. A világegyetem a nagy ciklusok végén felbomlik tűzre, vízre és szélre. A dalai háromféle szenvedésről beszél. A szenvedés szenvedése a születést, a betegséget, az öregedést és a halált kísérő fájdalom, amelyet az újjászületés kondicionál. A változás szenvedése a látszólagos kellemes tapasztalatok szükségszerű megváltozását jelenti, amely szenvedéssel jár. A harmadik fajta szenvedés a kondicionáltság szenvedése, amely az alapvető nemtudásból (avidjá) származik. A szenvedés láncolata a létforgatagban a nemtudás miatt folytatódik szüntelenül, mintha nem létezne szabad akarat. Pedig csupán a nemtudásról van szó.
A 3. fejezet a szenvedés okát írja le, amely a dalai láma szerint kétféle lehet: nem érteni a kauzalitás törvényét (közte a karmával), illetve nem  érteni a valóság természetét. A karma különbözik más oksági törvénytől, abban, hogy csak a szándékos cselekedetekre vonatkozik. A karmikus cselekedetek hozhatnak szenvedést, örömöt, vagy közömbös érzést. Különböző intenzitású karmikus hatások keletkezhetnek a szándéktól és a cselekedettől függően. A dharma gyakorlói megtanulják felismerni és elkerülni a negatív gondolatokat és cselekedeteket. A boldogságra való törekvés és a szenvedés megszüntetésének vágya nem számít karmikus cselekedetnek. Más oksági törvények a fizikális valóságra érvényesek.
A 4. fejezetben a szenvedés megszüntetésével kapcsolatban a dalai láma kihangsúlyozza, hogy a létezésünk üresség természetű és elmagyarázz a buddhista éntelenség fogalmát. Az üresség elmélete felfogható és megérthető elemzés és logikai érvelés útján. Olyan értelemben vagyunk üresek, hogy nincsen lelkünk, csupán tudatfolytonosságunk. A dalai láma szerint egyik buddhista irányzat sem tagadja a konvencionális valóság létezését és az üresség tana nem érvényteleníti a karma és a kauzalitás törvényeit. A dalai láma a középút mellett érvel, amely az abszolutizmus (a dolgoknak önálló létezése van, minden mástól függetlenül) és a nihilizmus (semmi sem létezik) szélsőségei közé esik. Az üresség fölötti helyes meditáció révén megérthető a lélek tagadásának jelentése, és a ragaszkodás megszüntetésén keresztül elérhető a teljes megszabadulás.
Az 5. fejezet a buddhista ösvény igazságáról szól, amely az üresség megértésével kezdődik. A mahájána buddhizmusban a gyakorlónak ki kell fejlesztenie az egyetemes együttérzést, amely oly módon lehetséges, ha a gyakorló megérti saját szenvedését és másokét. A vadzsrajána irányzatban vizualizációs technikákat használnak ez üresség megértéséhez. A dalai láma általános tanácsa az, hogy a gyakorló meditáljon a négy nemes igazságon, hogy erősebb motivációt nyerjen, és elkerülje a türelmetlenséget.